# Most na Hanu na Cetini
Kameni most u zaselku Hanu kod Obrovca Sinjskog i Gale, most na rijeci Cetini, zaštićeno kulturno dobro.

## Opis dobra
Nalazi se na starom trgovačkom putu koji je vodio iz Salone preko Cetine u unutrašnjost rimske provincije Dalmacije. Ovdje je već u prapovijesti bilo ljudsko naseljavanje, a dokumentirani su rimski i osmanski most.
Na današnjem položaju, podignut je 1846./1849. godine, za druge austrijske uprave. Sagrađeni su kameni piloni. Godine 1926. zamijenjene su kamenom drvene grede na njima. Više je puta popravljan i nadograđivan.
S jedne strane mosta je selo Glavice, a s druge strane Obrovac Sinjski, Han i Gala.

## Zaštita
Pod oznakom P-5639 zaveden je kao nepokretno kulturno dobro - pojedinačno, pravna statusa zaštićena kulturnog dobra, klasificirano kao "profana graditeljska baština".